# La Patacona
La Patacona o Complex Residencial de Vera és un barri d'Alboraia, a la comarca de l'Horta Nord (País Valencià). El 2023 comptava amb 5.589 habitants.

## Geografia

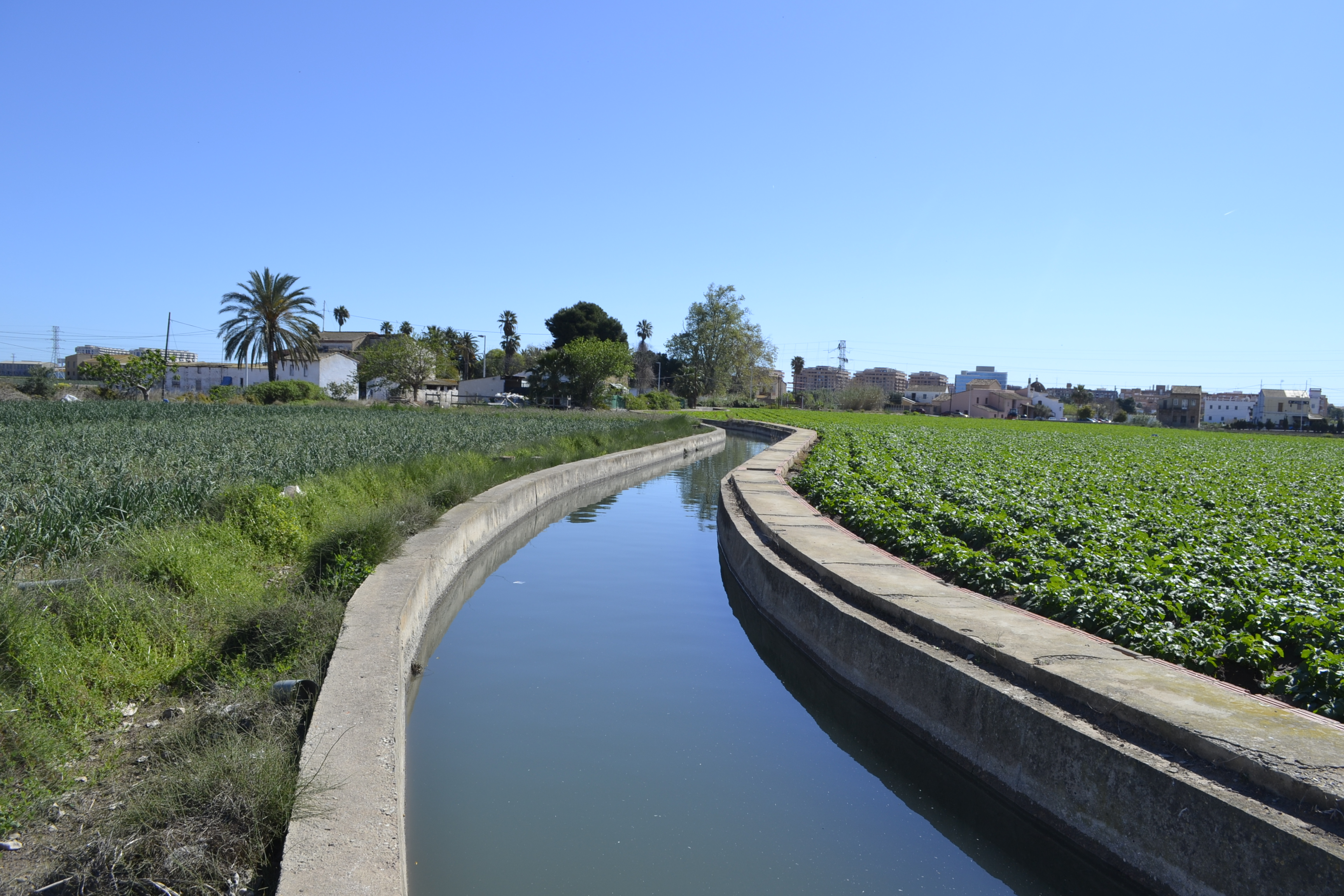
Séquia de Vera amb La Patacona al fons

Situat en la línia litoral, a escassos dos quilòmetres i mig del nucli principal d'Alboraia, i formant una conurbació amb el barri de la Malva-rosa de la ciutat de València que limita amb la Patacona pel sud; aquesta zona residencial de relativa recent construcció fa mig quilòmetre quadrat de superfície en la partida de Vera. Al nord encara queden alguns terrenys agrícoles entre el barri i l'ermita dels Peixets, on desemboca el Carraixet, i a l'oest la via de ferrocarril València-Barcelona fa de límit i barrera de la Patacona.
La platja de la Patacona, de més d'un quilòmetre de longitud, esdevé el principal element geogràfic. La gola de la séquia de Vera fa de frontera entre les platges de la Patacona i la Malva-rosa, lloc on també està instal·lada l'estació de depuració d'aigües i bombeig de l'emissari submarí de Vera. Al sud de la gola continua la platja de la Patacona. El límit nord el marca la gola de la séquia de la Mar, a partir de la qual comença la platja dels Peixets, encara en terme d'Alboraia i que no està urbanitzada, només compta amb un càmping.

## Història
Els inicis del nucli de la Patacona es situen als anys 1940 quan es construïren unes casetes xicotetes de fusta vora la mar, que convivien amb les alqueries dels llauradors de l'horta. La urbanització de la zona començà als anys 60, amb la construcció del Polígon Industrial de Vera on destaca l'edifici dels Cellers Vinival.
L'església de la Puríssima de Vera, a tocar del barri però en terme de València i edificada entre 1949 i 1953, esdevé un element al voltant del qual es desenvolupà urbanísticament el sector, a banda i banda de la séquia de Vera.
A finals dels anys 90 començà el desenvolupament urbanístic del barri, que nasqué com a zona residencial a conseqüència de la construcció del passeig marítim i la reconversió de l'antic polígon industrial, procés que als anys 2020 encara no ha finalitzat. Tot i això el barri s'ha convertit en un dels sectors més cotitzats a l'àrea metropolitana de València, amb nombrosos habitatges de luxe a primera línia de platja.

## Urbanisme

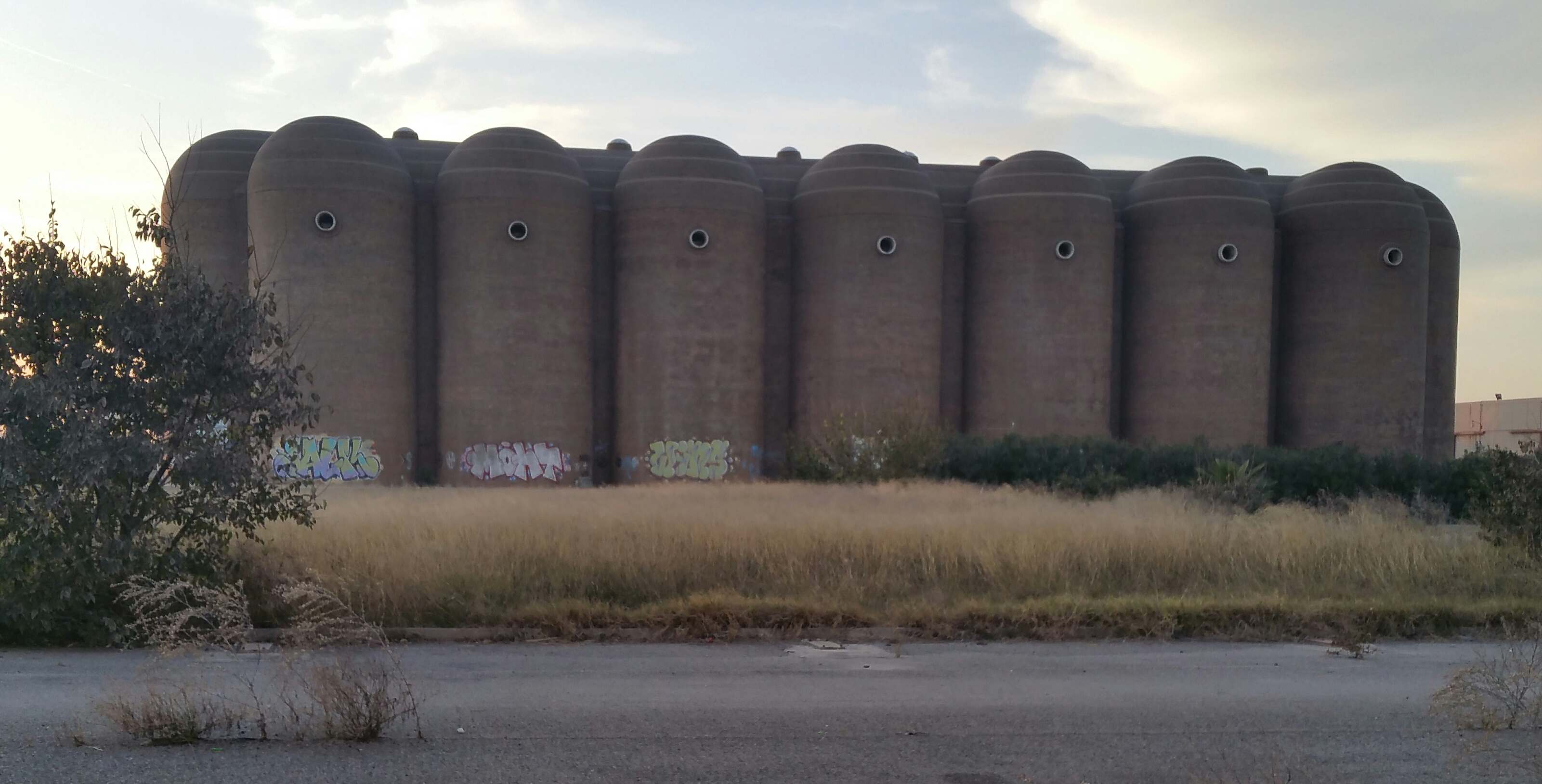
Edifici de Bodegas Vinival

El barri de la Patacona no compta amb elements patrimonials històrics pel fet de ser de recent construcció, però hi destaca l'edifici dels Cellers Vinival per la seua singular arquitectura que s'emmarca en el moviment brutalista. Al voltant de l'edifici, que deixà de funcionar com a celler l'any 2008 i està en estat degradació, es pretén reurbanitzar i construir nous habitatges.
A l'inici del passeig marítim, en la frontera amb la Malva-rosa, es mantenen en peu algunes de les casetes que donaren inici al nucli de població. Actualment estan ocupades per restaurants i negocis destinats al turisme.
Al mateix passeig s'alça un petit monument al maulet alboraier Joan Baptista Basset.

## Serveis
El barri compta amb tot tipus de serveis:
- Educació: té un Institut d'Educació Secundària amb ESO, Batxillerat i diversos cicles d'FP; i un col·legi públic amb infantil i primària.[10]
- Sanitat: compta amb un centre auxiliar de salut. A més, té altres clíniques sanitàries privades com dentista i també hi ha una farmàcia.[11]
- Serveis Socials: té una residència per a la tercera edat.[12]

- Administració: té una oficina AMIC, la qual presta diversos serveis administratius de l'Ajuntament d'Alboraia.[13]
- Cultura: compta amb un edifici de l'Ajuntament d'Alboraia, l'Edifici Singular, el qual acull la seu d'associacions del barri, com ara la Falla Platja Patacona-Camí de Vera[14] o l'Associació de Veïns Patacona-Vera.[15]
- Esport: hi ha un poliesportiu municipal de gestió privada a la zona, el complex esportiu Municipal La Patacona, el qual té diverses instal·lacions esportives com piscines, gimnàs i sales de pàdel.[16] A més, al barri hi ha un camp de futbol, on entrena l'equip Patacona Club de Fútbol.[17]

## Transports

### Autobús EMT

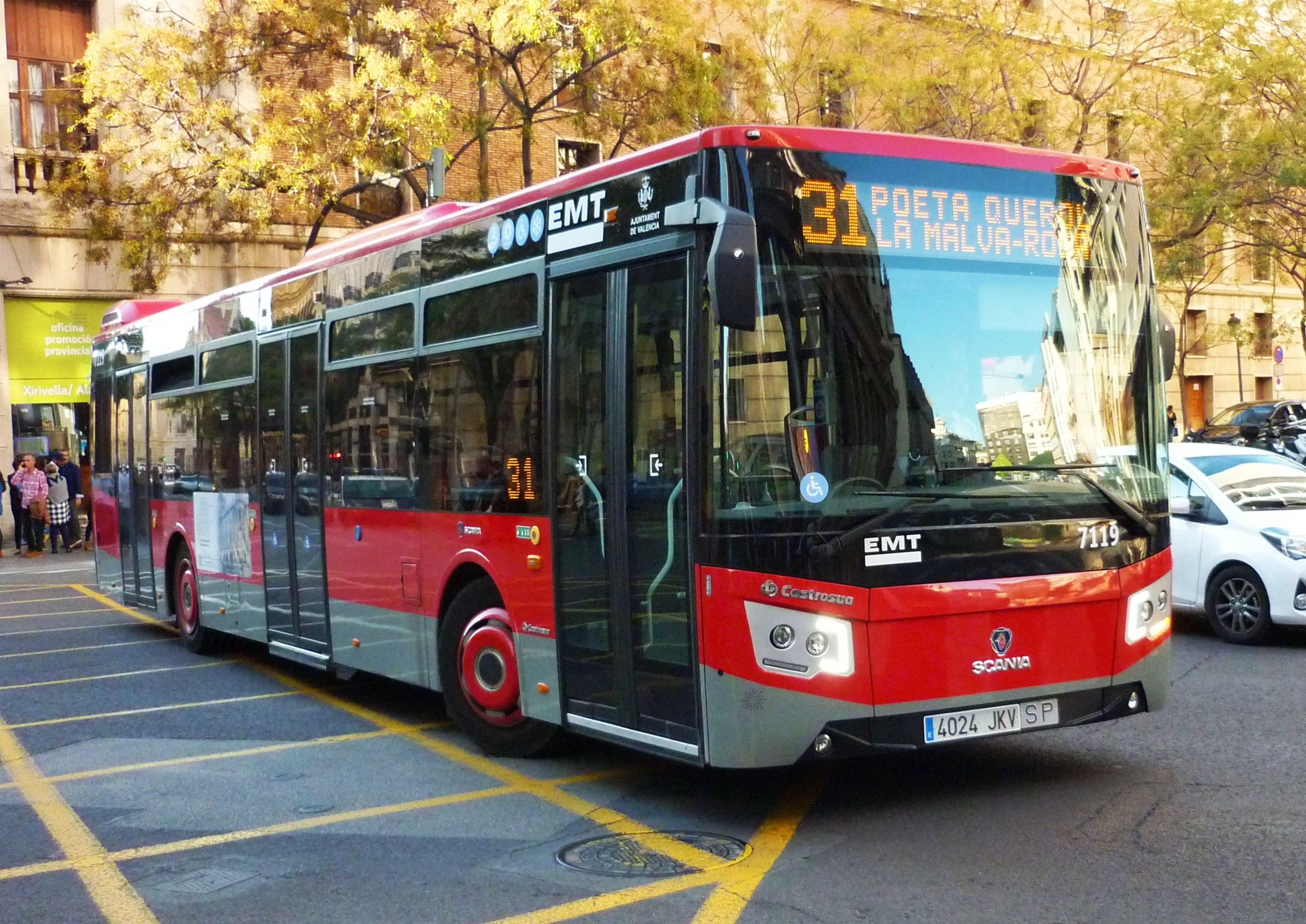
Autobús de la Línia 31

Els autobusos urbans de la ciutat de València (EMT) presten servei al barri mitjançant la següent línia, que va des de La Patacona fins al centre de la ciutat:
- Línia 31: La Patacona/La Malvarrosa-Poeta Querol[18]

### Bus d’Alboraya
Al barri hi ha diverses parades de l'autobús urbà d'Alboraia (Bus d’Alboraya), que connecta La Patacona amb la resta de barris de la localitat i amb Tavernes Blanques.

## Cultura
Malgrat la recent creació del barri, compta amb diverses associacions, com ara l'Associació de Veïns Patacona-Vera o la Falla Platja Patacona-Camí de Vera, fundada en 2008 i encarregada d'organitzar la festa de les falles al barri.

### Festes
- Festes del barri: a finals de setembre, l'Ajuntament d'Alboraia, en col·laboració amb les associacions del barri, organitza unes jornades festives amb activitats de tot tipus, com activitats infantils, paelles, repartiment d'orxata o concerts.[21]
- Falles: la falla del barri realitza diverses activitats festives i culturals al llarg de la setmana fallera. A més, totes les falles d'Alboraia fan un passacarrer per una de les seues platges cada any, alternant entre Patacona i Port Saplaya.[14]
- Sant Joan: la nit del 23 al 24 de juny el barri viu la seua festa més coneguda i multitudinària. La platja de la Patacona s'ompli de gent de tota València per sopar, cremar fogueres i saltar ones a la mar, convertint-se, junt a les platges de la Malva-rosa i les Arenes en l'epicentre d'esta festivitat.[22]

## Imatges

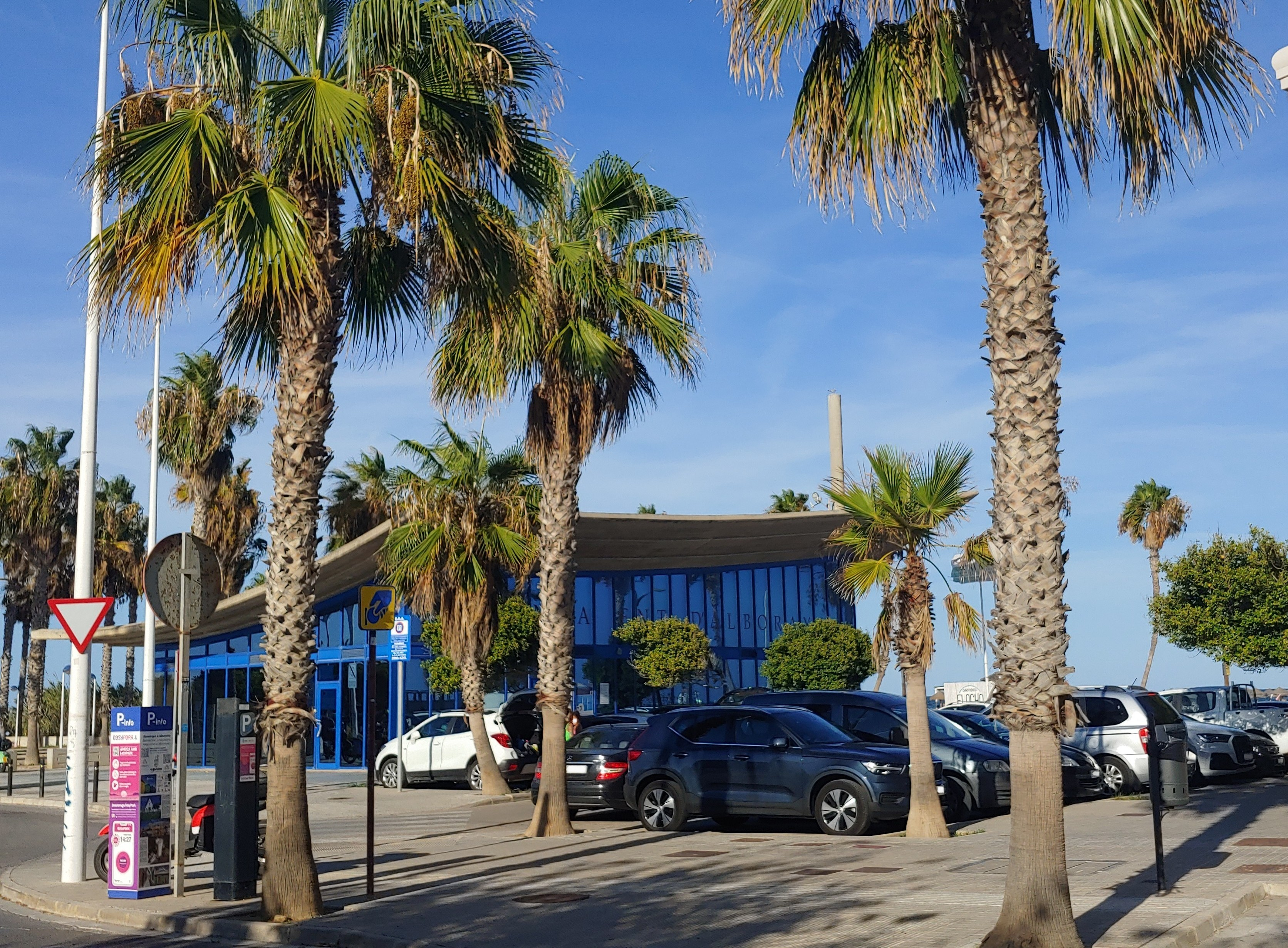
Edifici Singular
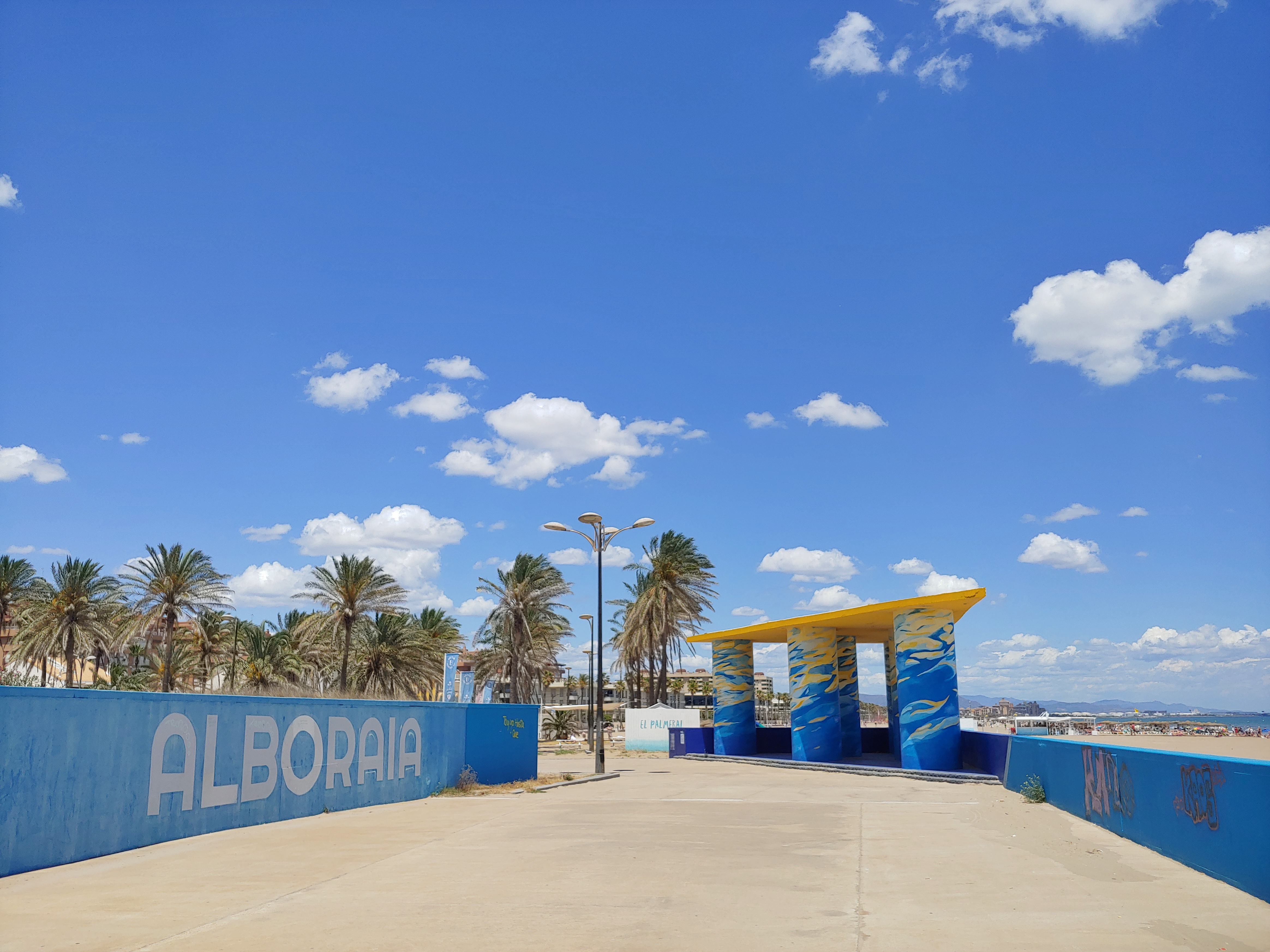
Mirador de La Patacona
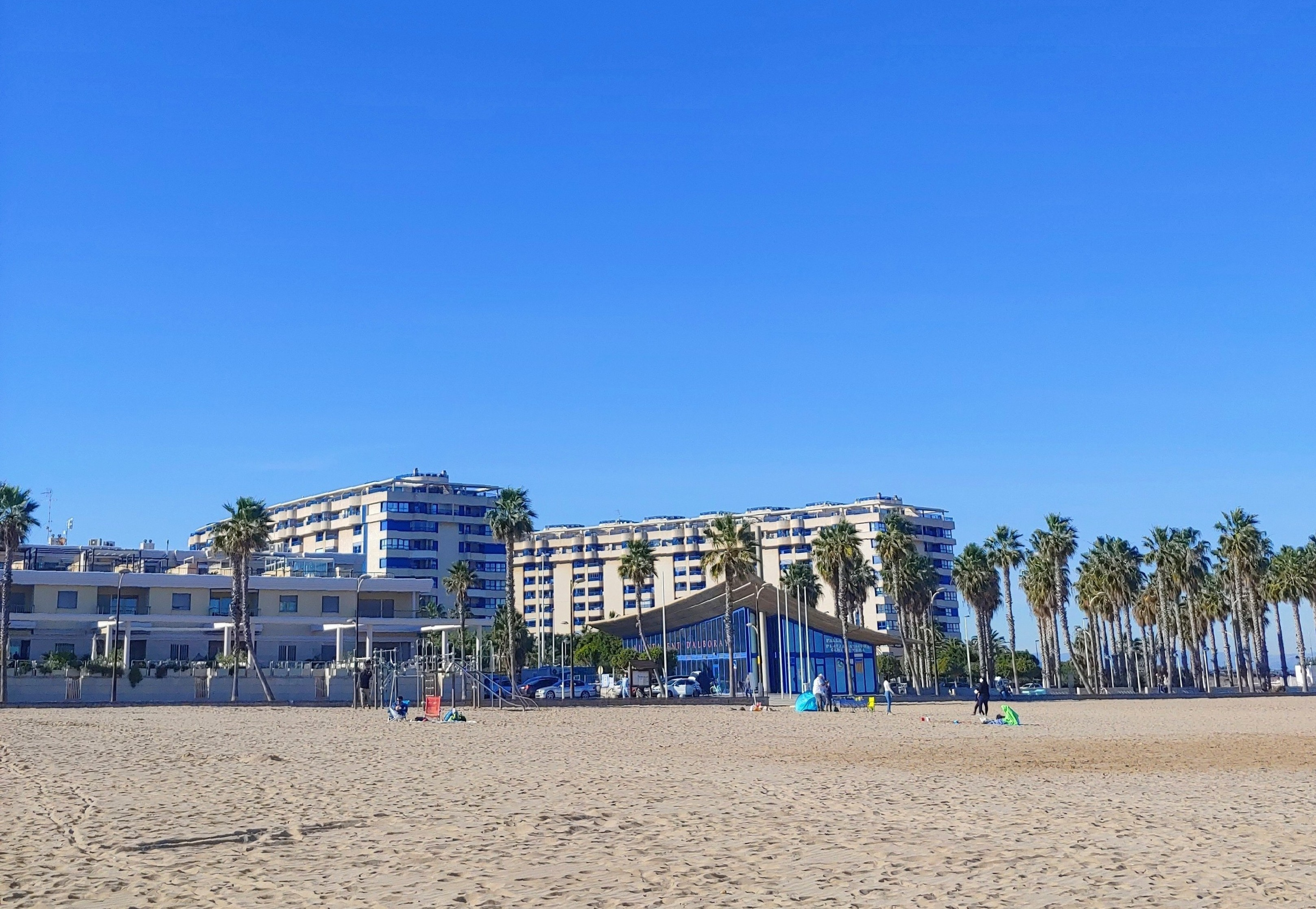
Edificis del barri
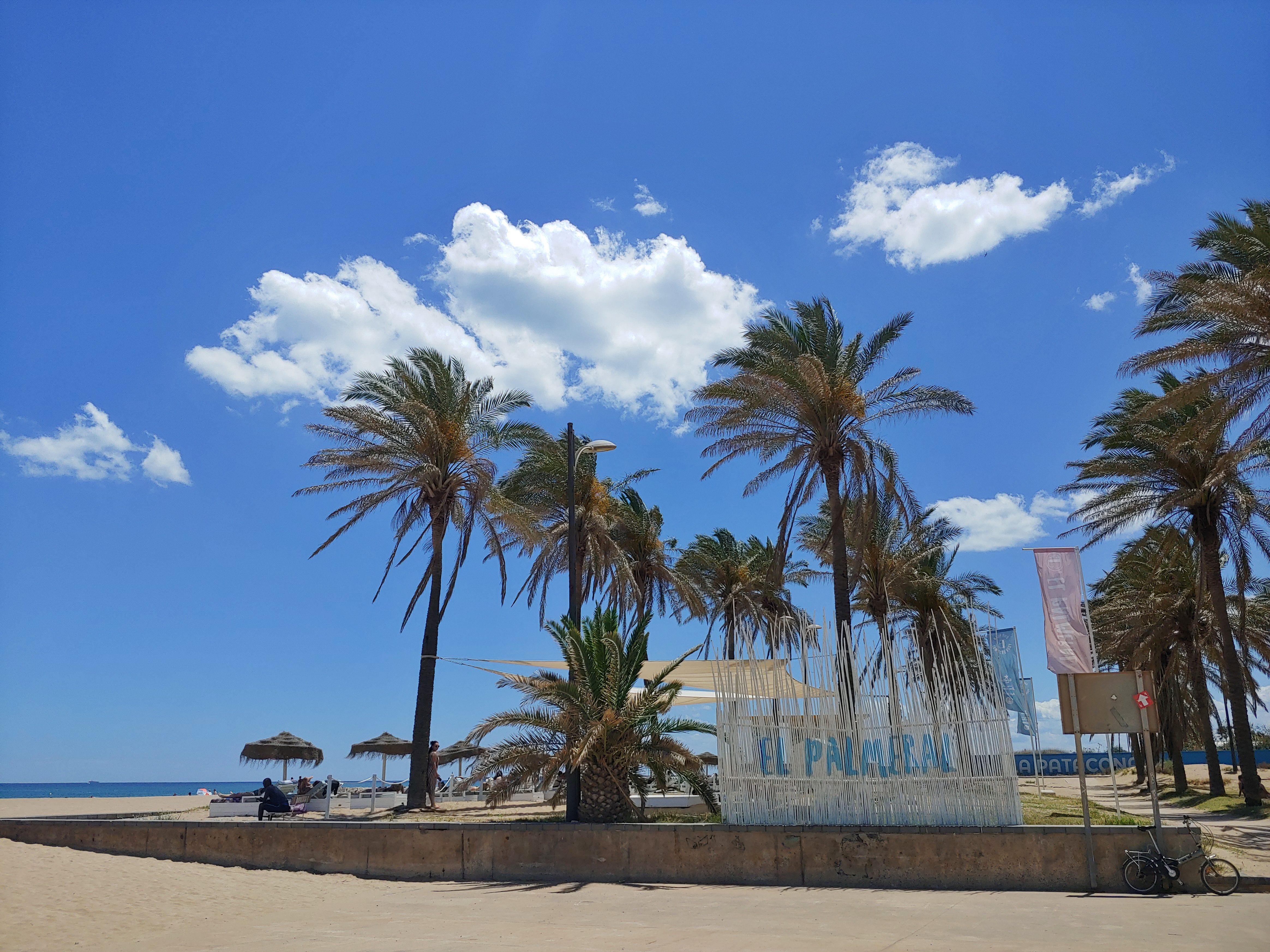
El Palmeral
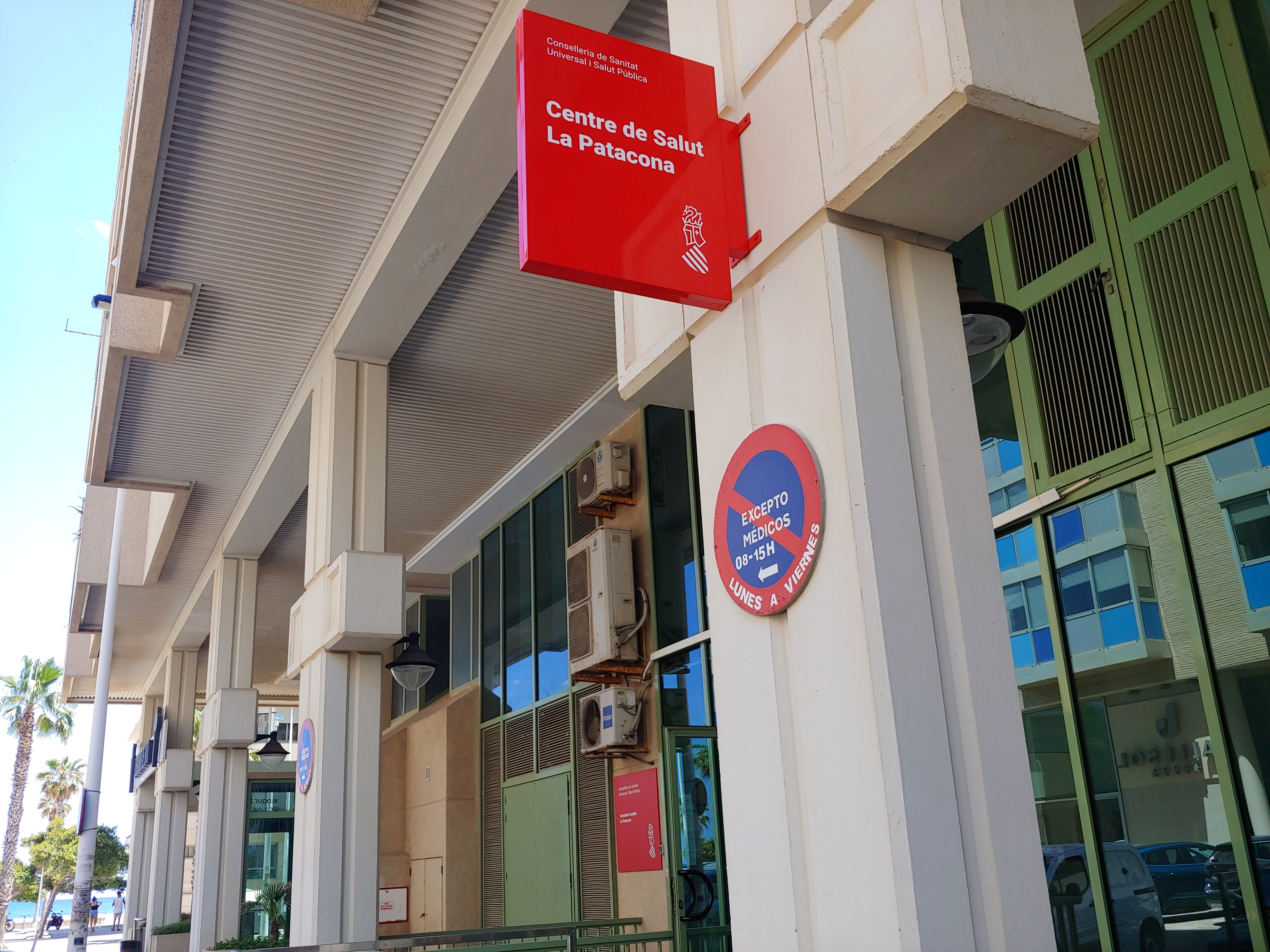
Centre de Salut La Patacona
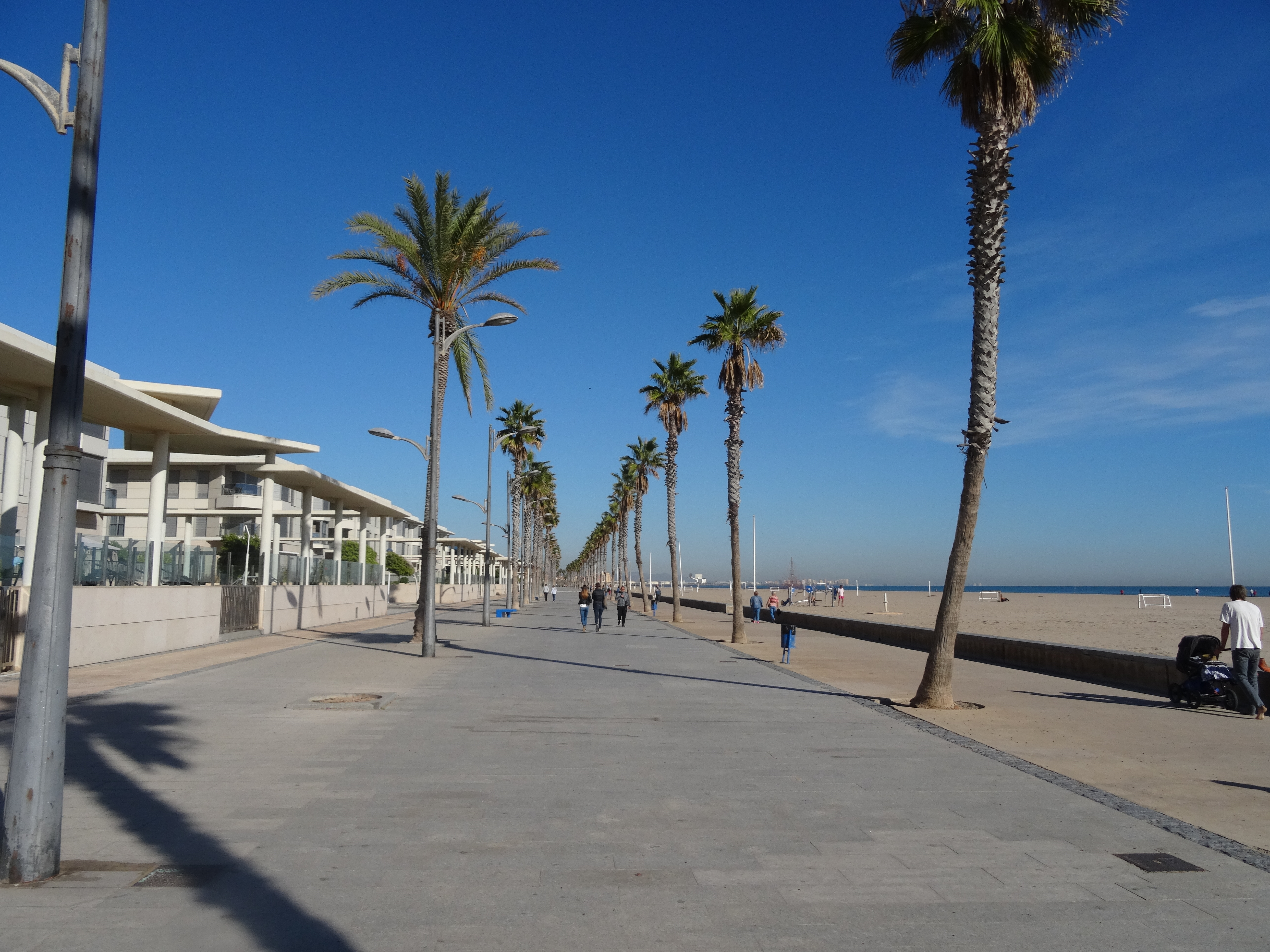
Passeig Marítim
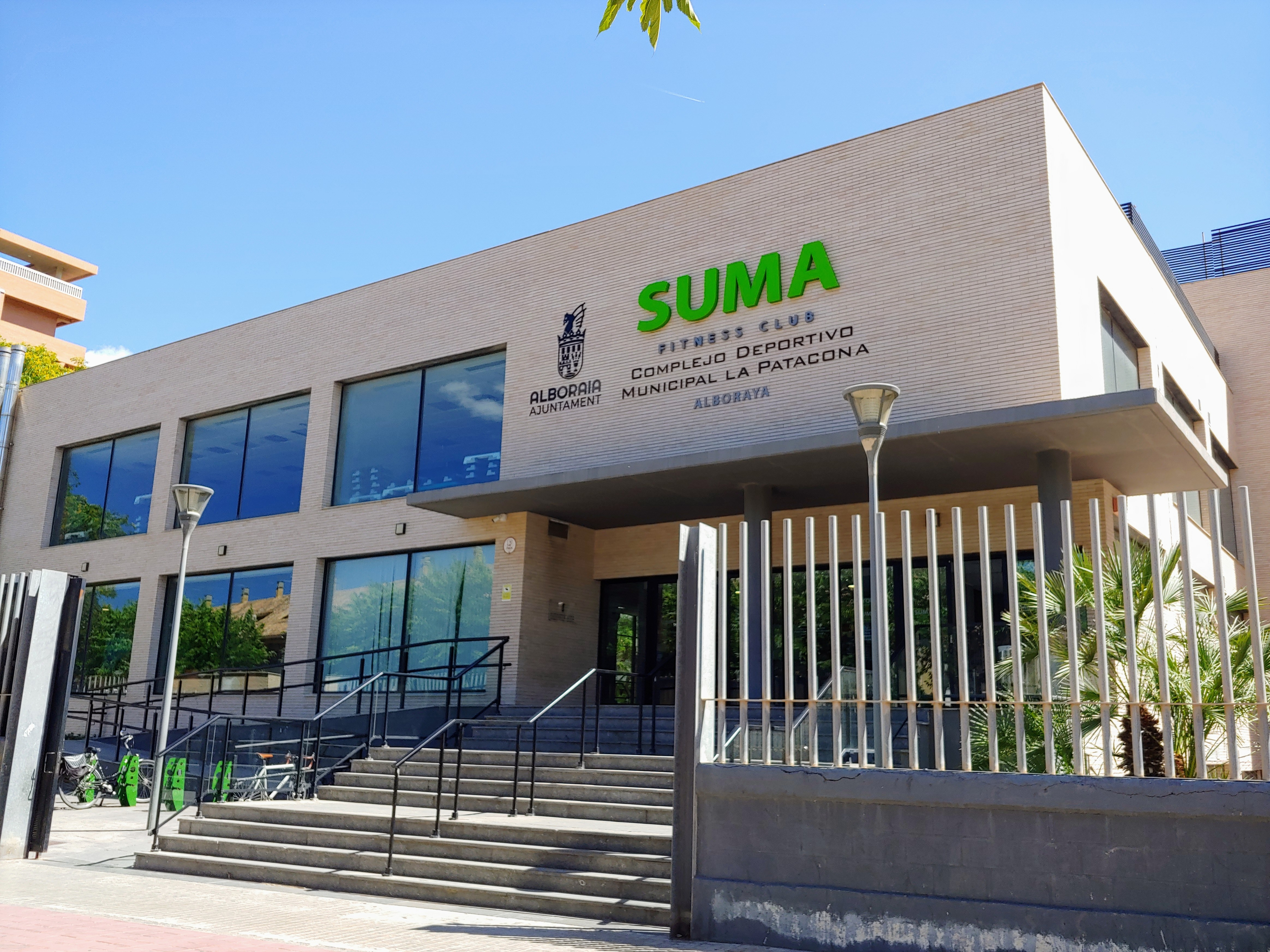
Complex esportiu Municipal La Patacona
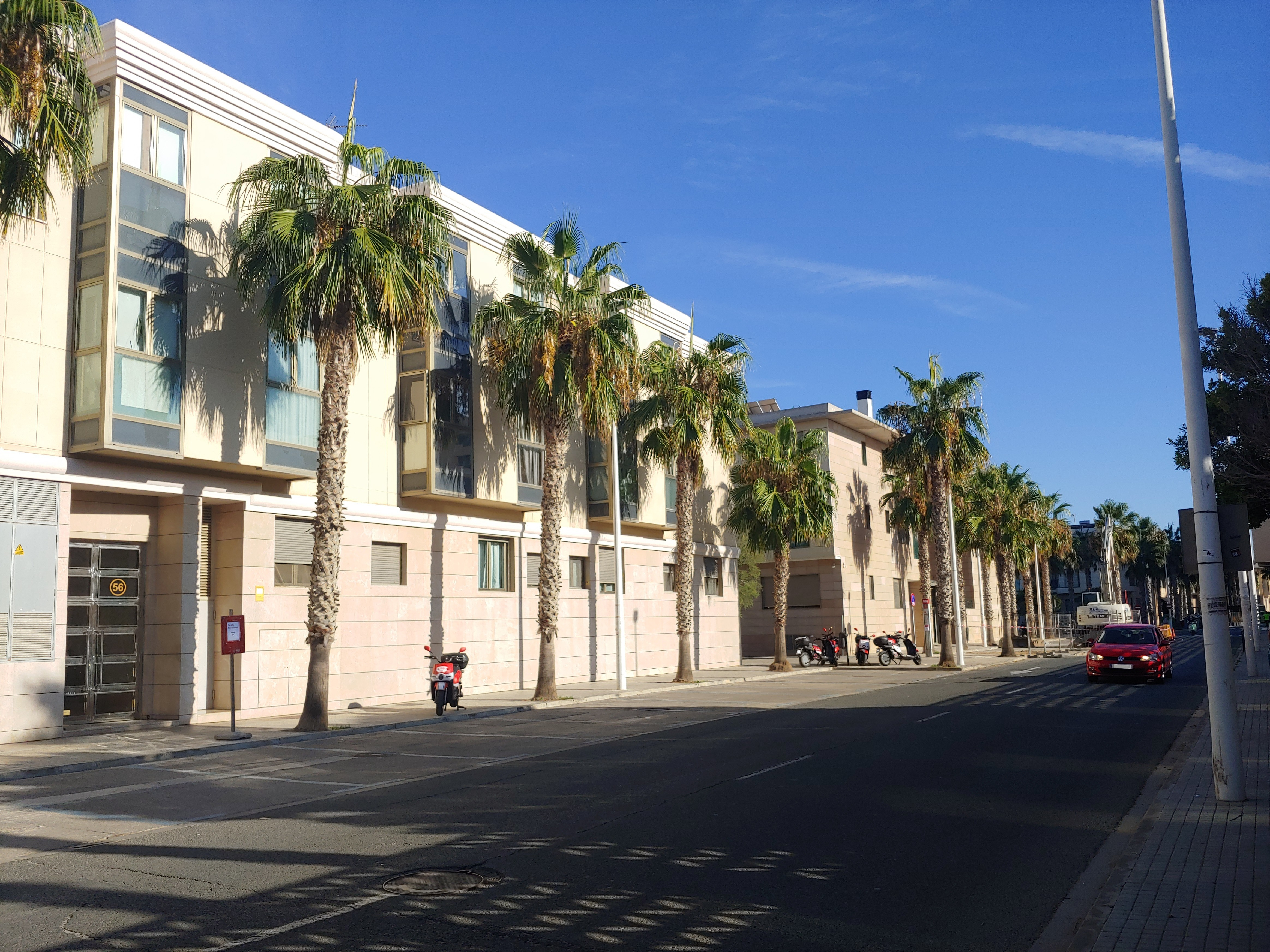
Avinguda Mare Nostrum
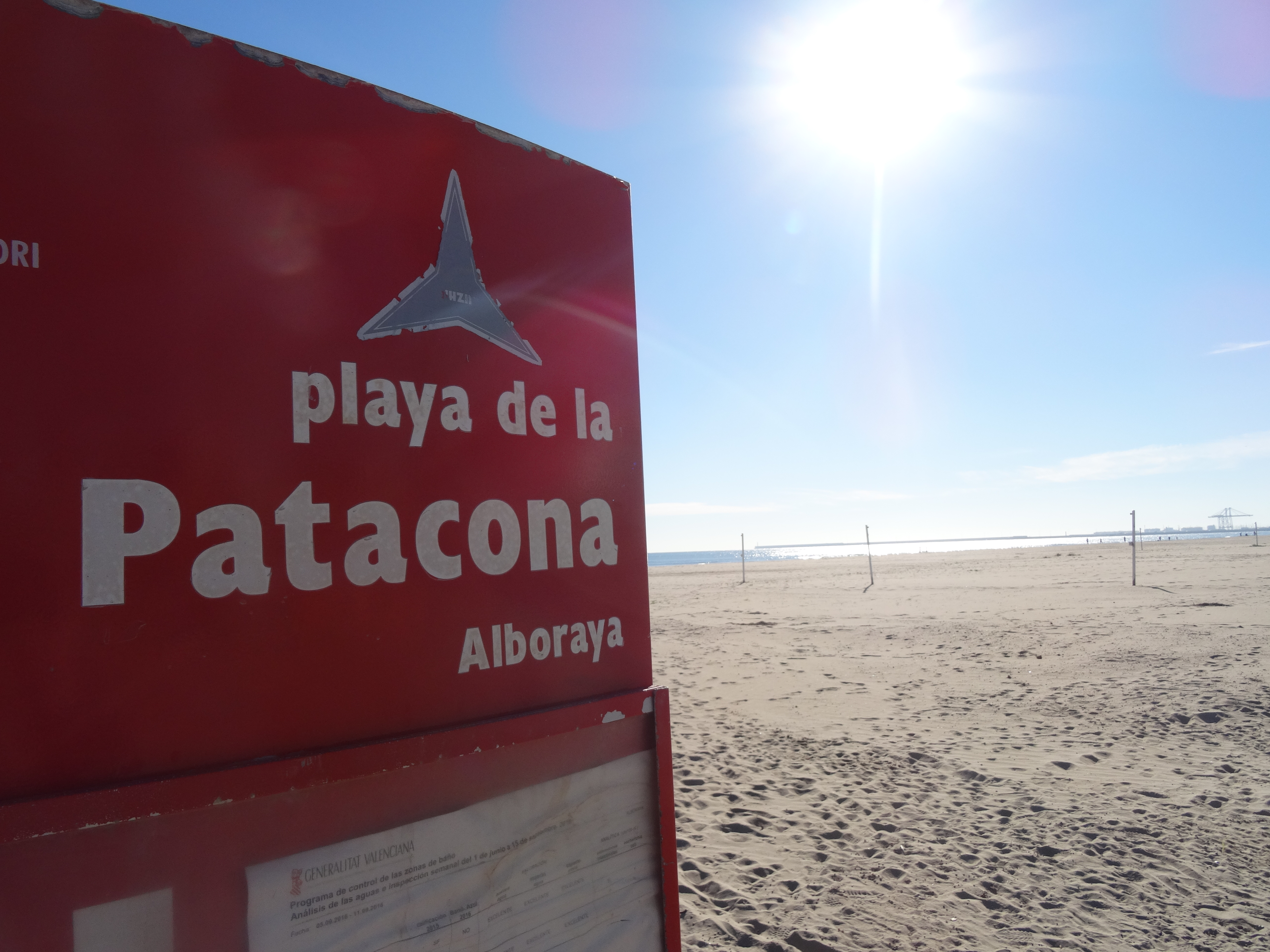
Pal informatiu a la platja